# Sessellift Brüggelekopf
| Sessellift Brüggelekopf                         | Sessellift Brüggelekopf         |
| ----------------------------------------------- | ------------------------------- |
| Talstation des Sesselliftes Brüggelekopf (2018) |                                 |
| Standort:                                       | Alberschwende, Österreich       |
| Bauart:                                         | 1-CLF                           |
| Baujahr:                                        | 1966                            |
| Berg:                                           | Brüggelekopf, (Alberschwende)   |
| Talstation:                                     | Alberschwende, 740 m            |
| Höhendifferenz:                                 | 426 m                           |
| Bergstation:                                    | Brüggelekopf, 1166 m            |
| Streckenlänge:                                  | 1538 m                          |
| Fahrdauer:                                      | 11 min                          |
| Anzahl der Stützen:                             | 18 Stk.                         |
| Kapazität:                                      | 468 Pers./Stunde                |
| Hersteller:                                     | Felix Wopfner                   |
| Betreiber:                                      | Liftbetriebe Alberschwende GmbH |
| Website:                                        | Liftbetriebe Alberschwende      |

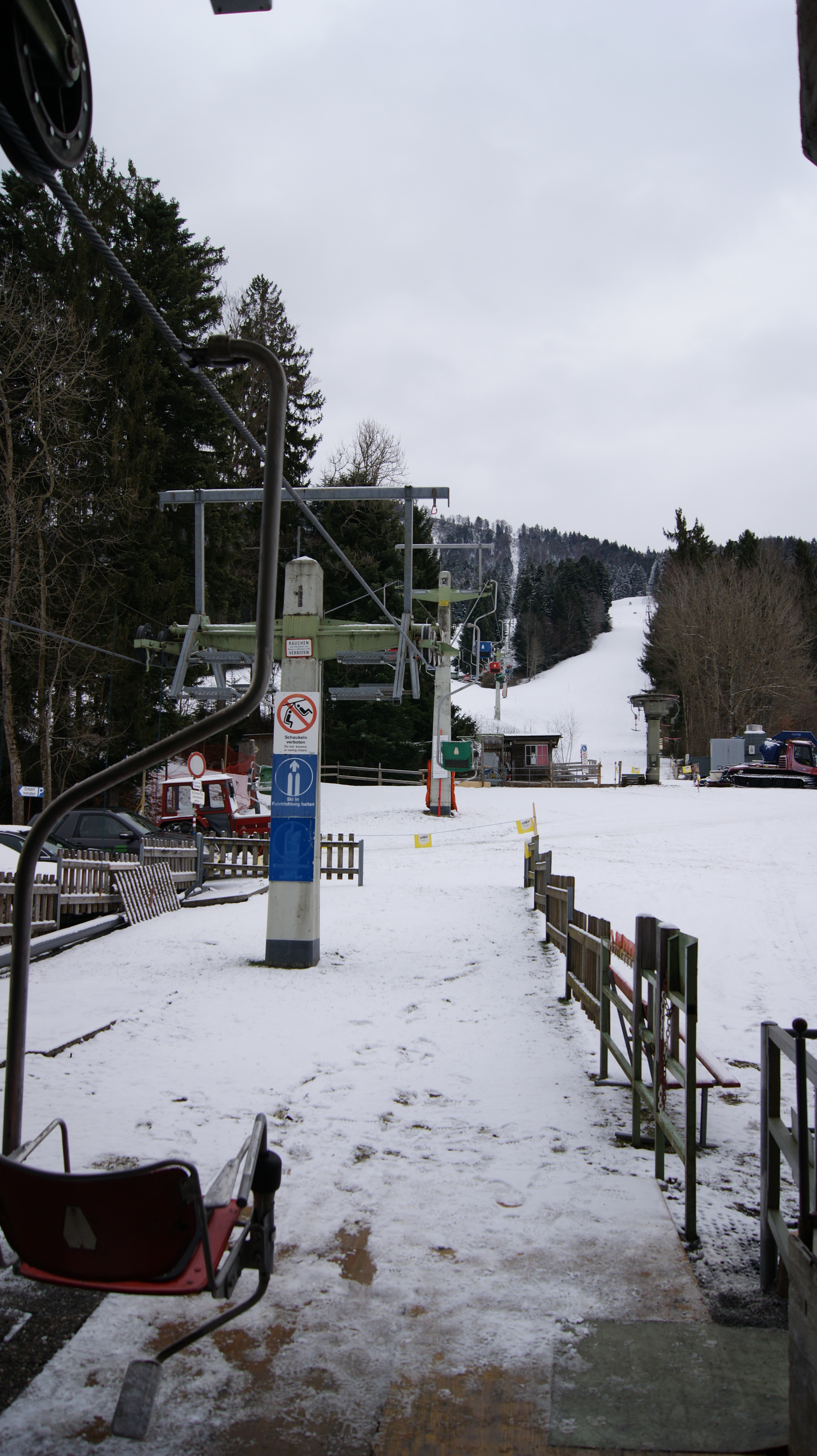
Blick von der Einstiegsstelle in der Talstation (2018)

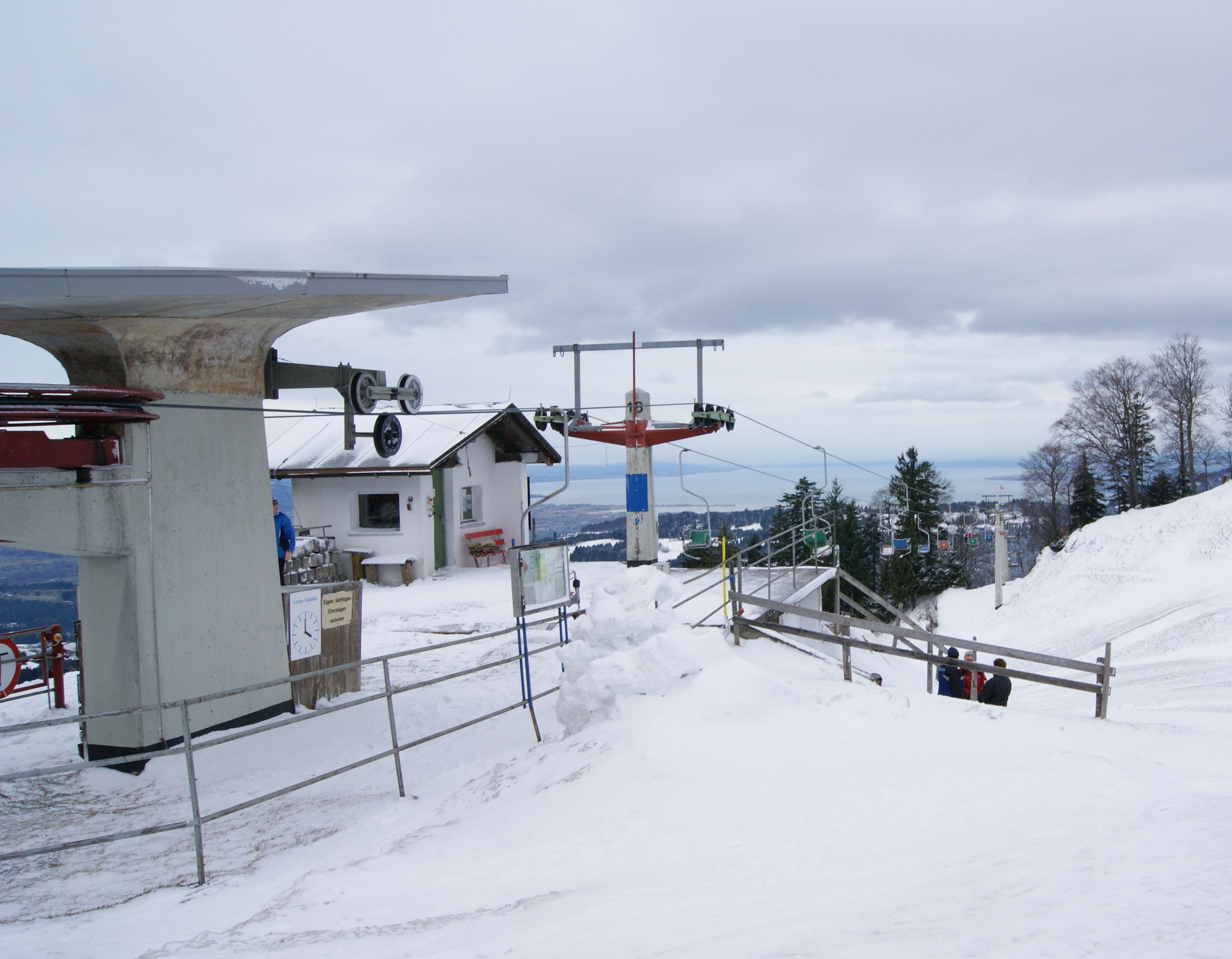
Bergstation. Im Hintergrund der Bodensee (2018)

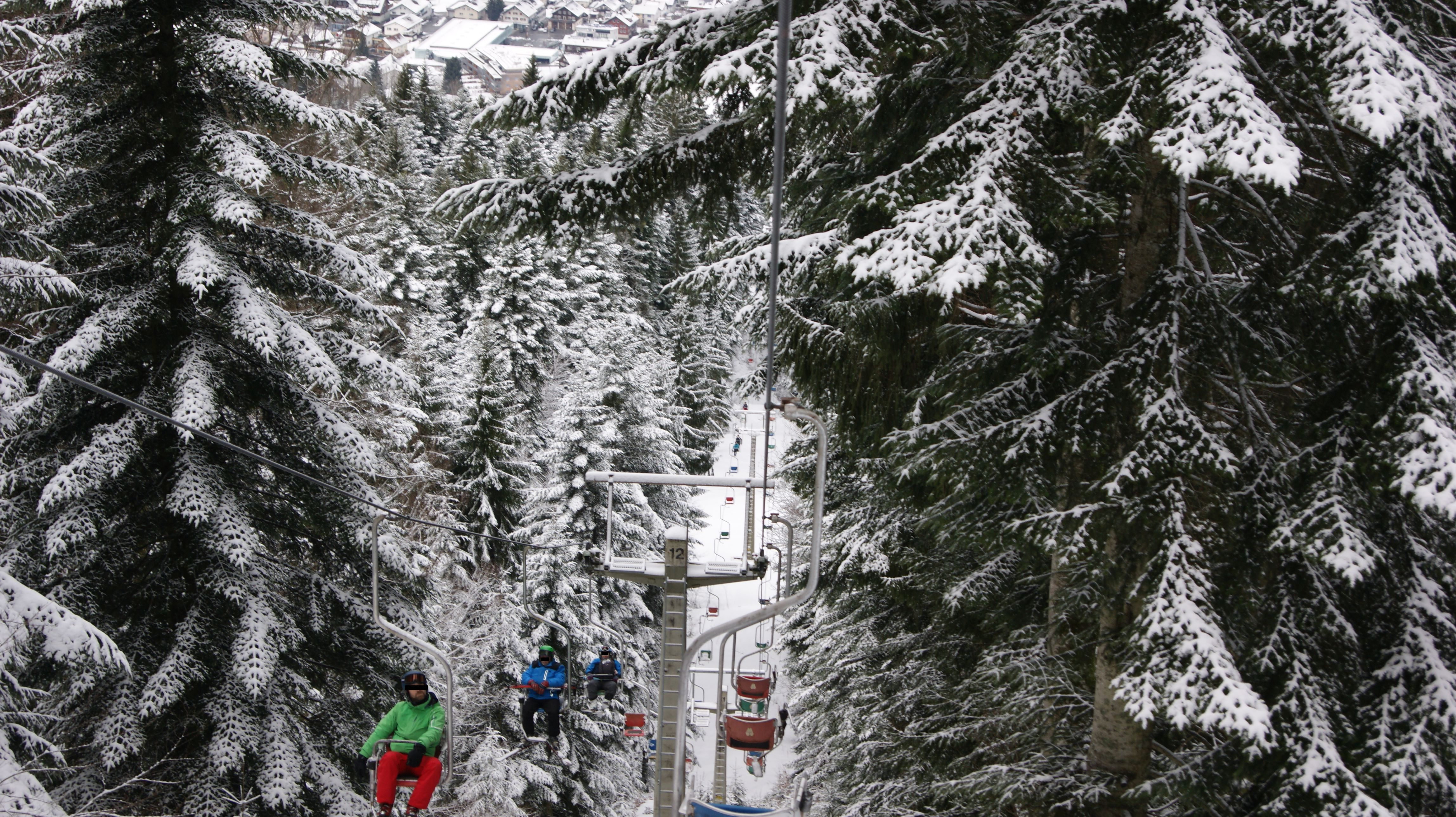
Liftstrecke (2018)

Der Sessellift Brüggelekopf  war eine Luftseilbahn (fixgeklemmter 1er-Sessellift) im österreichischen Bundesland Vorarlberg. Die Tal- und die Bergstation befinden sich in der Gemeinde Alberschwende. Der Sessellift stellte am 21. Januar 2018, nach 51 Betriebsjahren, den Betrieb endgültig ein, nachdem die Seilbahn-Konzession ausgelaufen war und eine Verlängerung mit erheblichen Investitionen verbunden gewesen wäre.

## Technische Daten der Anlage
Dieser am Förderseil fixgeklemmte Sessellift wurde 1967 von der Firma Felix Wopfner aus Innsbruck errichtet und in Betrieb genommen.
- offizielle Eröffnung: 22. Januar 1967
- letzter öffentlicher Betriebstag: 21. Januar 2018
- Seilhöhe in der Talstation: 740 m
- Seilhöhe in der Bergstation: 1166 m
- Höhenunterschied: 426 m
- Betriebslänge (schräge Länge): 1538 m
- Stützen: 18
- Mittlere Neigung: 15,7 %
- Größte Neigung: 28 %
- Spanneinrichtung: Talstation (Spanngewicht)
- Hauptantrieb: elektrisch
  - Motorleistung: 103 kW
  - Stromaufnahme im Betrieb: 60 A
- Antriebsstation: Talstation
- Fahrbetriebsmittel: Sessel
  - Hersteller Fahrbetriebsmittel: Steurer, Doren
  - Fassungsvermögen Fahrbetriebsmittel: 1 Person
- Nennfahrgeschwindigkeit 2,3 m/s
- Fahrtzeit: ca. 11 Minuten
- größte Förderleistung je Stunde und Richtung: 468 Personen.
- Fahrtrichtung: gegen den Uhrzeigersinn

Seit Einstellung des öffentlichen Betriebs des Sesselliftes am 21. Januar 2018 werden zwei der Sessel im Haus der Geschichte in Wien ausgestellt. Im April 2020 wurden die Stützen des Liftes teilweise abgetragen.

## Zukunftsprojekt
Verschiedene Projekte als Ersatz für die am 21. Januar 2018 eingestellte Bahn wurden angedacht, jedoch bislang kein endgültiges und realisierbares Konzept für eine Zukunft einer Seilbahn auf den Brüggelekopf gefunden.

## Skigebiet
Der Sessellift Brüggelekopf gehört zum Skigebiet (Wintersportregion) Alberschwende. Im Skigebiet wird seit 2002 mit künstlicher Beschneiung auf einer Fläche von ca. 6 Hektar versucht, den Wintersportbetrieb bei geringer natürlicher Schneelage zu sichern.
1981 fand hier die Grasski-Weltmeisterschaft statt.

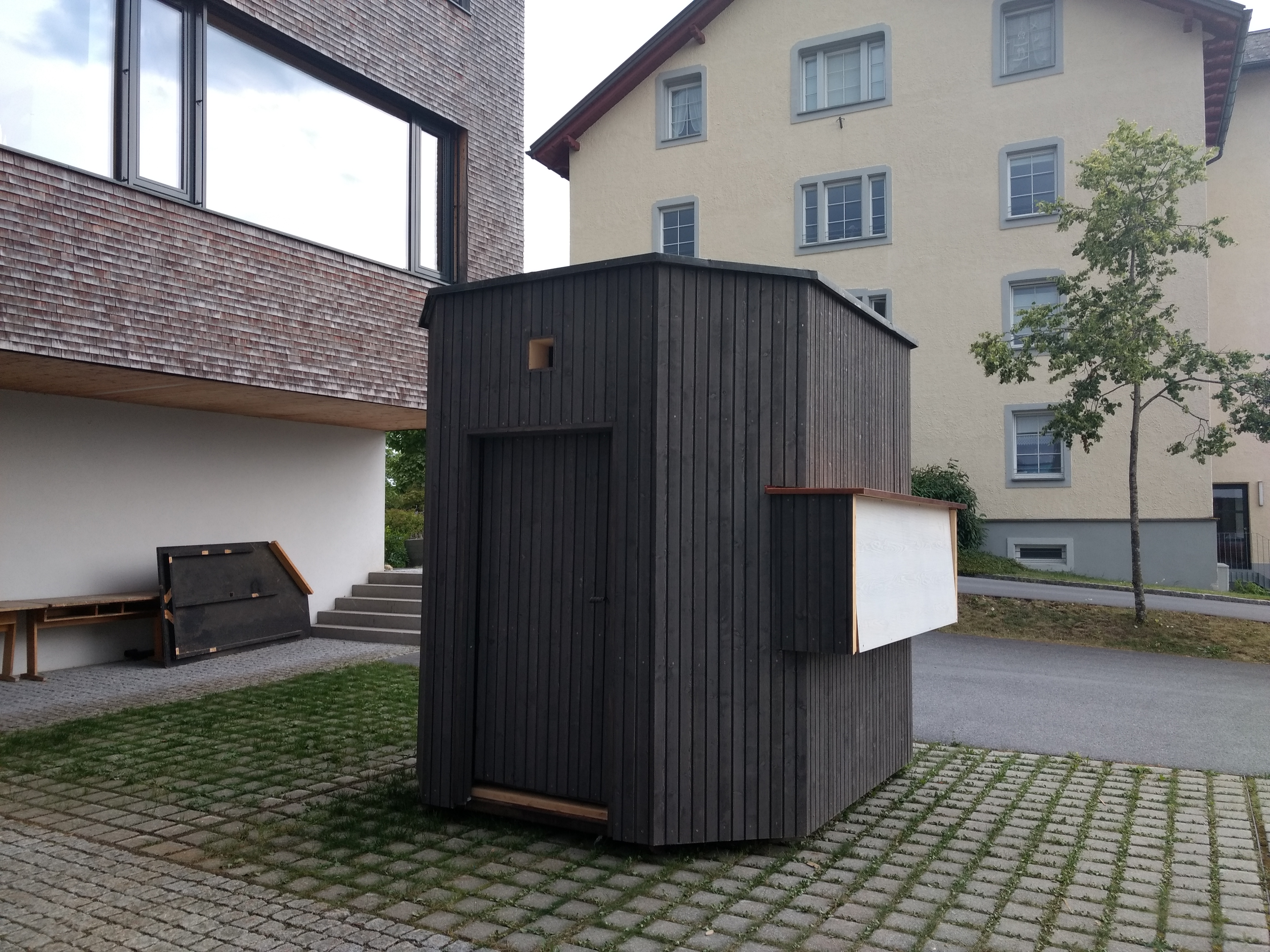
Umgebautes Liftkartenhäuschen als mobiles Hotelzimmer

## Trivia
Nach der Einstellung des Seilbahnbetriebes war das bisherige Kassenhäuschen obsolet und es wurde über eine Nachnutzung nachgedacht. In Zusammenarbeit mit der Gemeinde Alberschwende, dem Handwerkverein AllerHand (Raimund Dür), Architekt Reinhold Knapp und Bürgermeisterin Angelika Schwarzmann wurde beschlossen, daraus ein mobiles Hotelzimmer zu bauen. Die Umsetzung der Arbeiten erfolgte durch die Schüler der Klassen 3a und 3b der Mittelschule Alberschwende unter fachlicher Anleitung von je einem Lehrling der Firmen Holzbau Werner Flatz bzw. Holzbau Sohm.